# Лімерик (поезія)

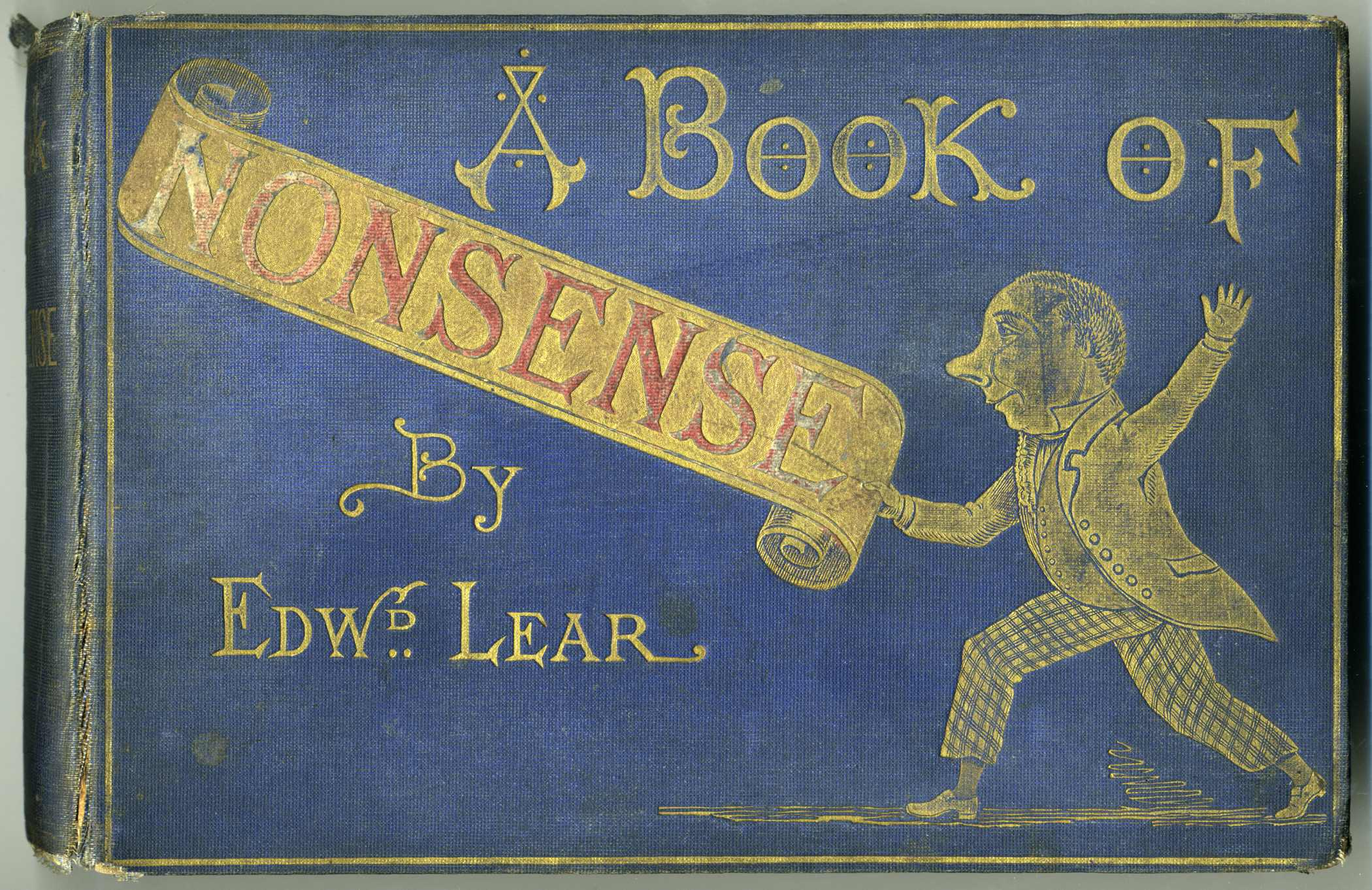
Книга Едварда Ліра «A Book of Nonsense», де трапляються перші лімерики

Лі́мерик — жанр гумористичної поезії, що походить з Ірландії та Великої Британії. Це жартівливі епіграми на будь-яку тему, для яких характерні комічні або гротескні елементи, парономазії, каламбури, гра слів.

## Поетична форма
Лімерик — це п'ятирядковий вірш, що має риму за схемою aabba, з тристопним анапестом у першому, другому і п'ятому версах та двостопним — у третьому й четвертому. Проте система римування може бути порушена, як і кількість стоп у віршованому рядку, оскільки головним у лімерику є розкута інтонаційно-синтаксична структура.

## Історія
Існує декілька версій походження жанру лімерик:.
- За однією версією, жанр лімерика походить від імпровізованої англійської чи ірландської застільної або солдатської пісні XVIII століття, що мала приспів «Чи приїдеш ти в Лімерик?» («Will you come up to Limerick»)
- За іншою версією, назва жанру походить безпосередньо від ірландського міста Лімерик.
- За ще однією версією, твори цього жанру поширили ветерани ірландських бригад, які перебували на службі в французькій армії (1691—1771).
- Жанр лімерика може походити зі збірки дитячих віршів «Mother Goose's Melody» 1765 року, в якому зокрема є віршик з типовим римуванням:

Hickory, dickory, dock!

The mouse ran up the clock.

    The clock struck one –

    The mouse ran down.

Hickory, dickory, dock!
Однак, тут варто розрізняти типову для лімерика форму та саму назву «лімерик». Вірші, які за формою відповідають лімерику, можна знайти вже у Шекспіра (застільна пісня в драмі «Отелло» або пісня Офелії в «Гамлеті»). Тоді як це поняття з'явилося в словниках приблизно в 1876 році, хоча вживалося й раніше. Термін «лімерик» використовувався у двох англомовних збірниках, а саме «Історія шістнадцяти дивовижних бабусь» (1820), «Випадки з життя та пригоди п'ятнадцяти джентльменів» (1822).
Англійський поет ірландського походження Едвард Лір (Edward Lear) у збірці «Нісенітниця нісенітниць» (1846) широко використовував жанр лімерика в дещо зміненому вигляді; він об'єднав третій і четвертий верси в один з внутрішньою римою:
Грав дудар на дуду без угаву…

Зирк — аж змій йому лізе в халяву!

 Та він грав-вигравав, 

 Поки драла змій дав - 

Від музики, що грав без угаву.

                        (Переклад О. Мокровольського)
До жанру лімерика зверталися такі поети, як Альфред Теннісон, Алджернон Чарлз Свінберн, Редьярд Кіплінг, Роберт Льюїс Стівенсон, Льюїс Керрол, Венді Коуп, Марк Твен, Юліан Тувім, С. Баранчик, Анатолій Качан, Юрко Позаяк та ін.
Роальд Дал у дитячій повісті «Матильда» про геніальну дівчинку також вдається до жанру лімерика. Героїня повісті Матильда у перший же день навчання в школі експромтом складає свій лімерик про вчительку. 
Ми всі задаємо щоденні

питання про вчительку Дженні:

"Чому це в неї

лице мов у феї,

казкове?" Дива незбагненні!

                   (Переклад Віктора Морозова)